# Colline Cheminis
Colline Cheminis är en kulle i Kanada.   Den ligger i provinsen Québec, i den sydöstra delen av landet, 400 km nordväst om huvudstaden Ottawa. Toppen på Colline Cheminis är 503 meter över havet.
Terrängen runt Colline Cheminis är huvudsakligen platt, men åt sydväst är den kuperad. Colline Cheminis är den högsta punkten i trakten. Trakten runt Colline Cheminis är nära nog obefolkad, med mindre än två invånare per kvadratkilometer.. Närmaste större samhälle är Larder Lake, 15,9 km väster om Colline Cheminis. 
I omgivningarna runt Colline Cheminis växer i huvudsak blandskog.